# رايموند بيتمان
رايموند بيتمان هو سياسي أمريكي، ولد في 29 أكتوبر 1927 في سومرفيل في الولايات المتحدة، وتوفي في 25 يونيو 2016 في موريستاون في الولايات المتحدة. نشط حزبياً في الحزب الجمهوري. وقد انتخب عضو مجلس ولاية نيوجيرسي ‏ وانتخب عضو جمعية نيوجيرسي العامة ‏.